# 南斯拉夫激進聯盟
南斯拉夫激進聯盟（斯洛維尼亞語：Jugoslovanska radikalna skupnost；克羅地亞語；Jugoslavenska radikalna zajednica；塞爾維亞語：Југословенска радикална заједница）是由時任南斯拉夫王國首相米蘭·斯托亞迪諾維奇於1935年在多瑙河省貝爾格勒成立的政黨。該政黨於自成立以來一直是南斯拉夫王國佔據主導地位的執政黨，隨後在大德意志國發動四月戰爭後，南斯拉夫王國滅亡，該政黨隨之解散。